# Baron 1898
Baron 1898 est un parcours de  montagnes russes en métal au parc Efteling, situé aux Pays-Bas. Ce sont des montagnes russes de type machine plongeante sans sol développées par le constructeur suisse Bolliger & Mabillard.

## Historique
La construction des montagnes russes débute en août 2014. Le parcours est construit entre De Vliegende Hollander et Piraña dans le royaume déchaîné (Ruigrijk).
Le nom des montagnes russes est dévoilé le 15 octobre 2014, au moyen d'une vidéo YouTube, qui fait partie d'une série de making-of. Le nom fait référence à Gustave Hooghmoed (Gustave Haut-Courage) se faisant appeler « Baron » et à l'histoire se déroulant en 1898.
Une journée présentation de l'attraction à la presse se tient le 19 février 2015, durant laquelle le parcours est révélé,,.
L'ouverture de l'attraction au public a lieu le 1er juillet 2015,,, après une inauguration officielle le 30 juin.
L'attraction est devenue très vite une des favorites des visiteurs, avec des temps d'attente élevés. La capacité est d'environ mille personnes par heure. L'attraction propose une file single rider et une file normale. Celle-ci se sépare en deux à la fin : une file pour les visiteurs souhaitant embarquer au premier rang des trains, et une file pour les deux autres rangs.

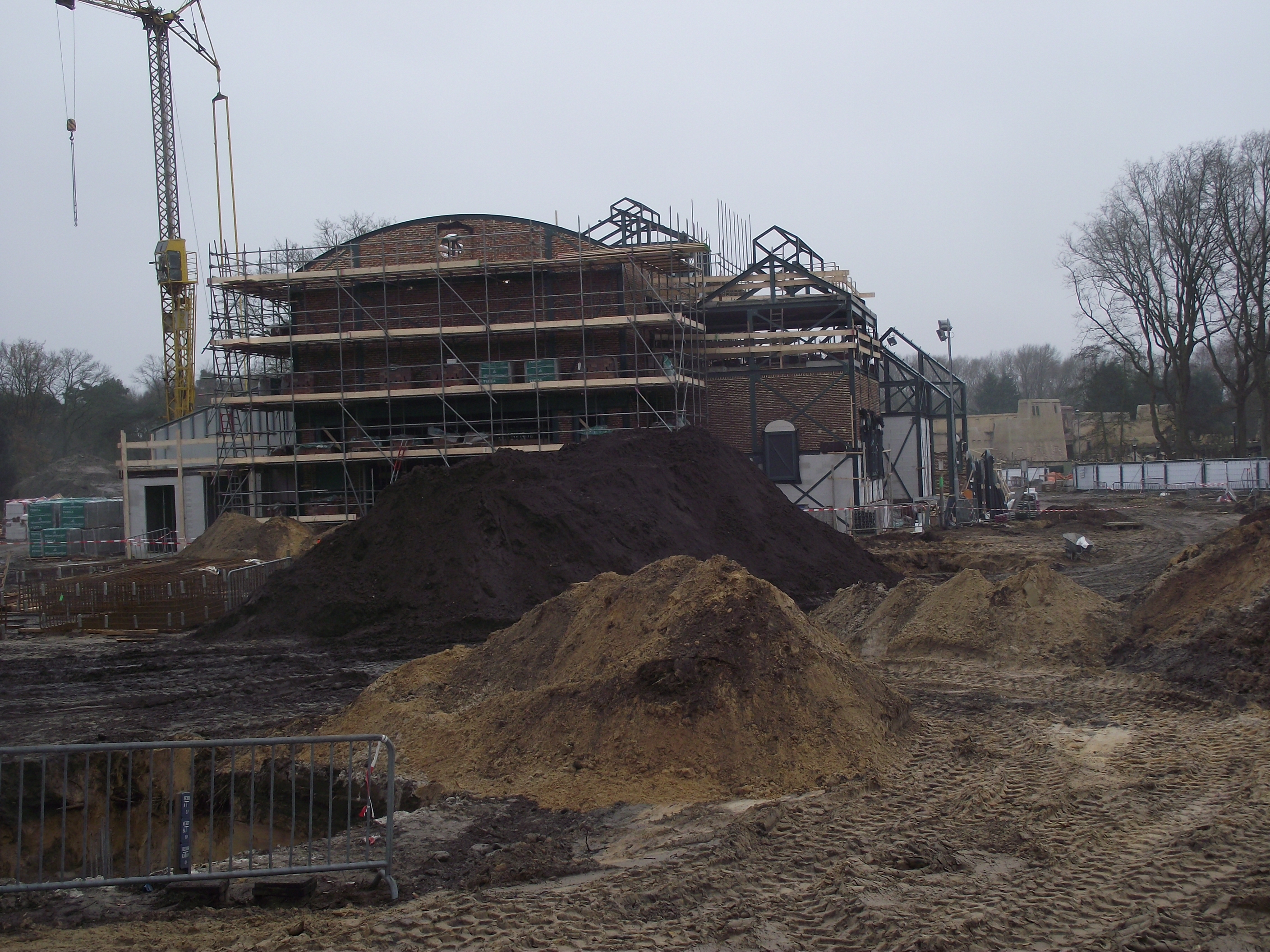
Décembre 2014.
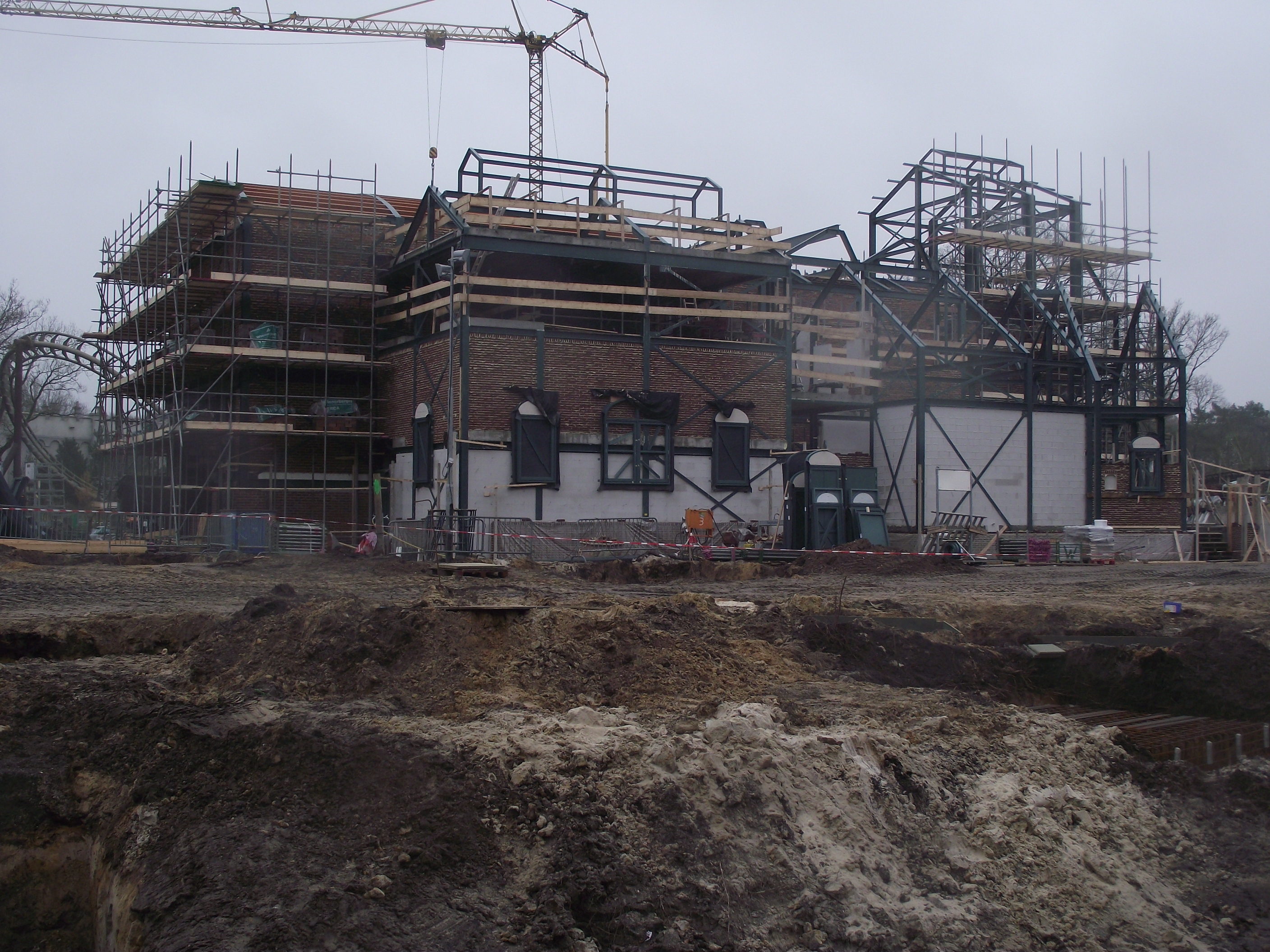
Décembre 2014.
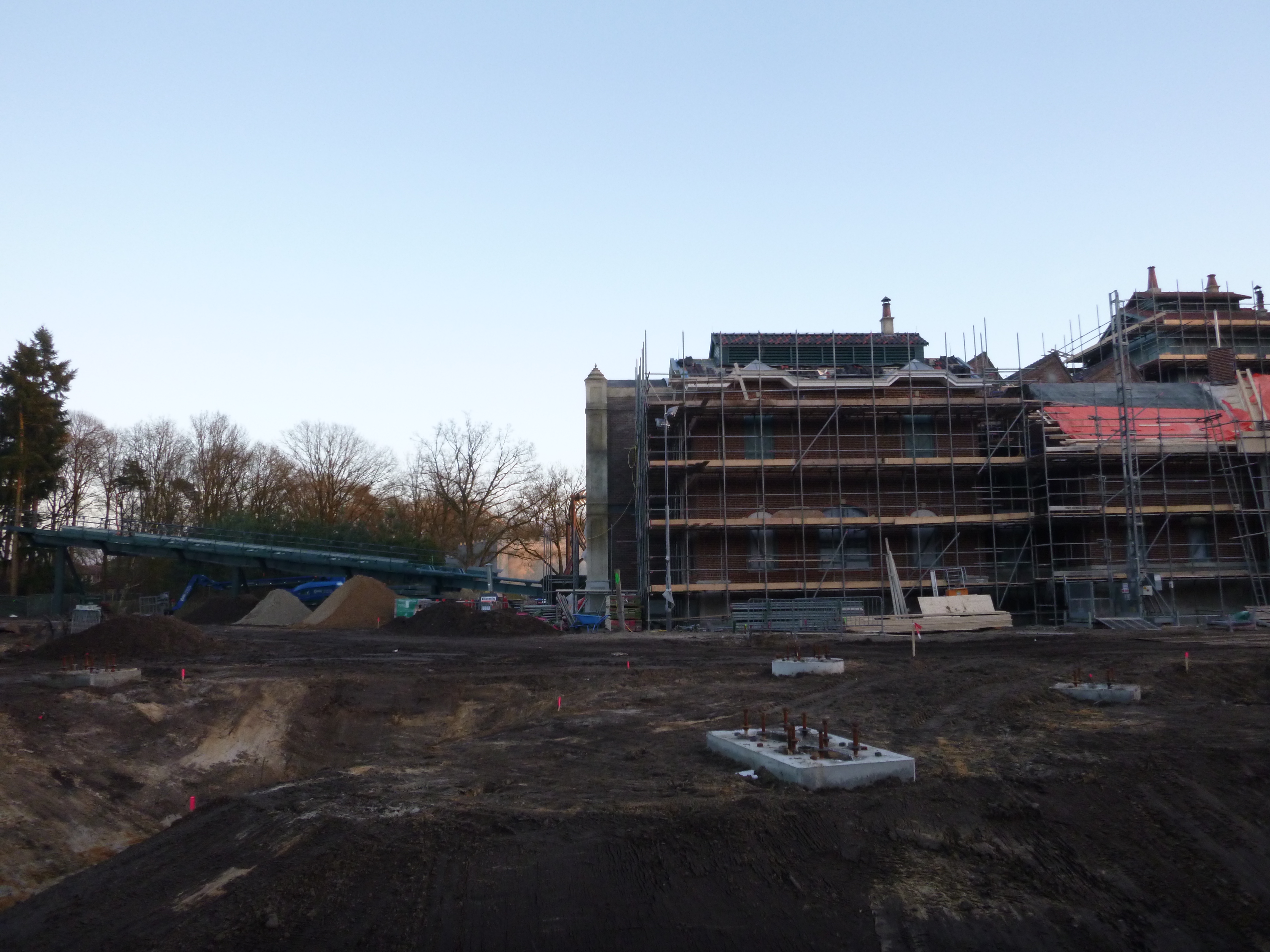
Février 2015.
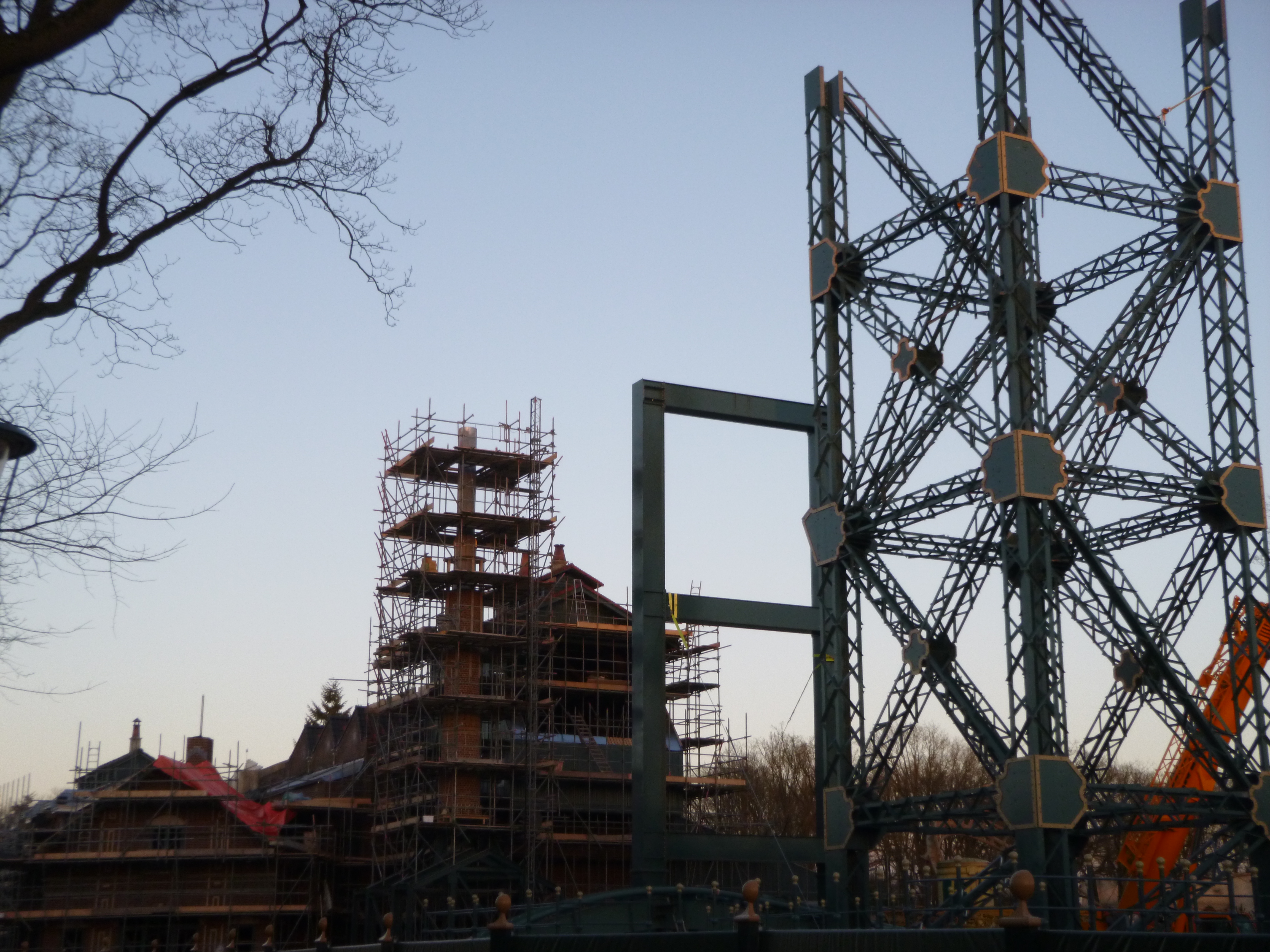
Février 2015.
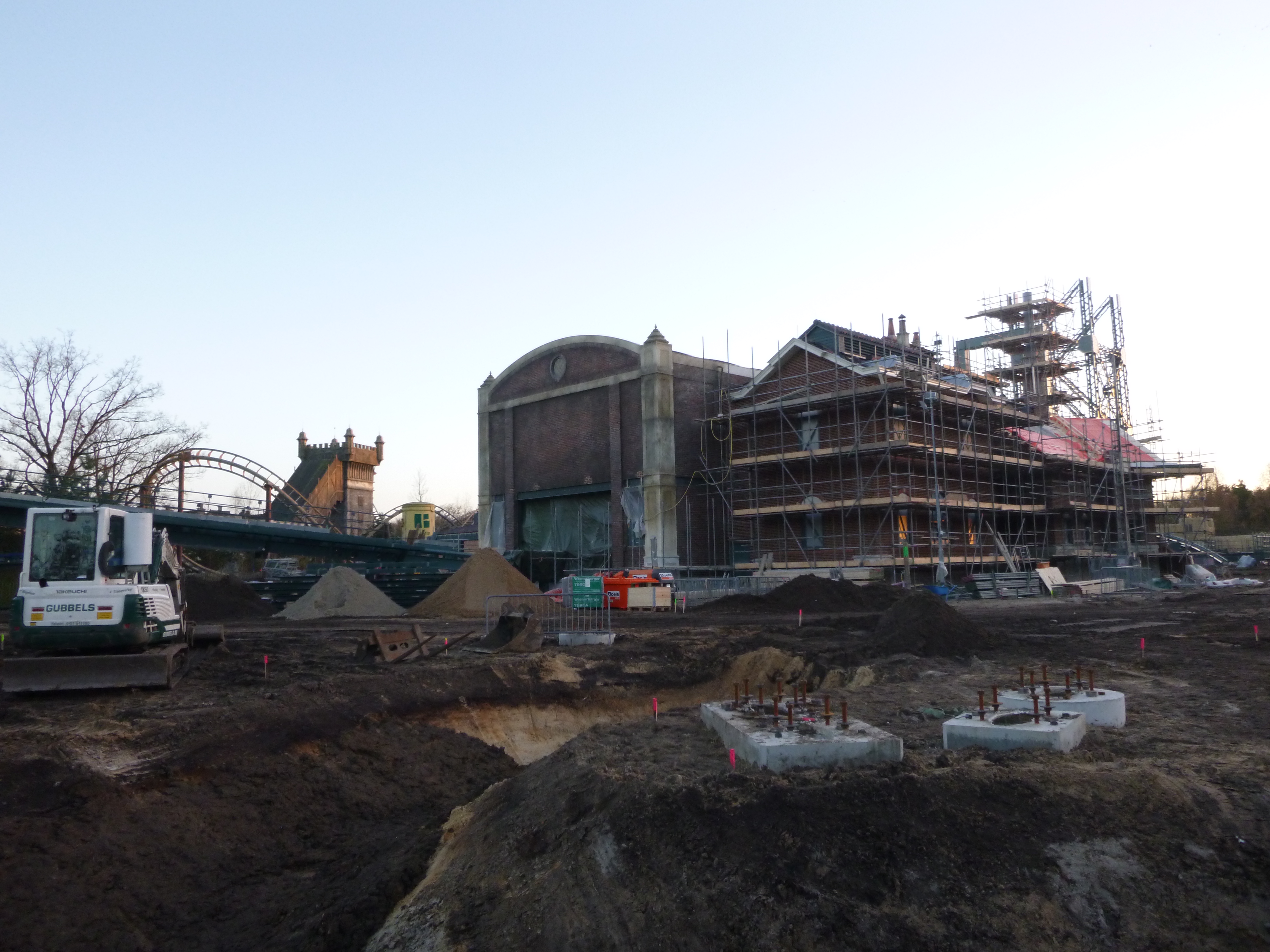
Février 2015.

## Thème et histoire
Le thème de l'attraction est l'exploitation minière néerlandaise au XIXe siècle. L'intérieur et l'extérieur de la gare sont construits dans le style d'une ancienne mine. Le personnage principal se nomme Gustave Hooghmoed. Il est le baron propriétaire de la mine, où il a découvert une pépite d'or. Les ouvriers engagés sont effrayés par des créatures mythiques empêchant l’exploration de la mine : les Witte wieven (nl), personnages se rapprochant de la légende des dames blanches.
Le bâtiment dispose de plusieurs salles, dont deux salles de pré-show. Les visiteurs - mineurs (kompels) passent sous le portail d'entrée pour arriver dans le vestiaire (kleedlokaal) où a lieu le pré-show. La voix de Gustav Hooghmoed, enregistrée sur gramophone, leur présente leur travail : aller chercher l'or dans la mine. Ses paroles sont illustrées par des diapositives, dont certaines résument en anglais les paroles de Hooghmoed. La séance est interrompue par les dames blanches, qui préviennent les mineurs que l'or est sous leur protection. Dans la salle suivante, la salle de paie (loonlokaal), le baron est présent — sous la forme d'un animatronique — et exhorte une dernière fois les mineurs à plonger dans la mine. Les mineurs entrent ensuite dans la gare (ophaalgebouw) où les attend le train.

## Parcours

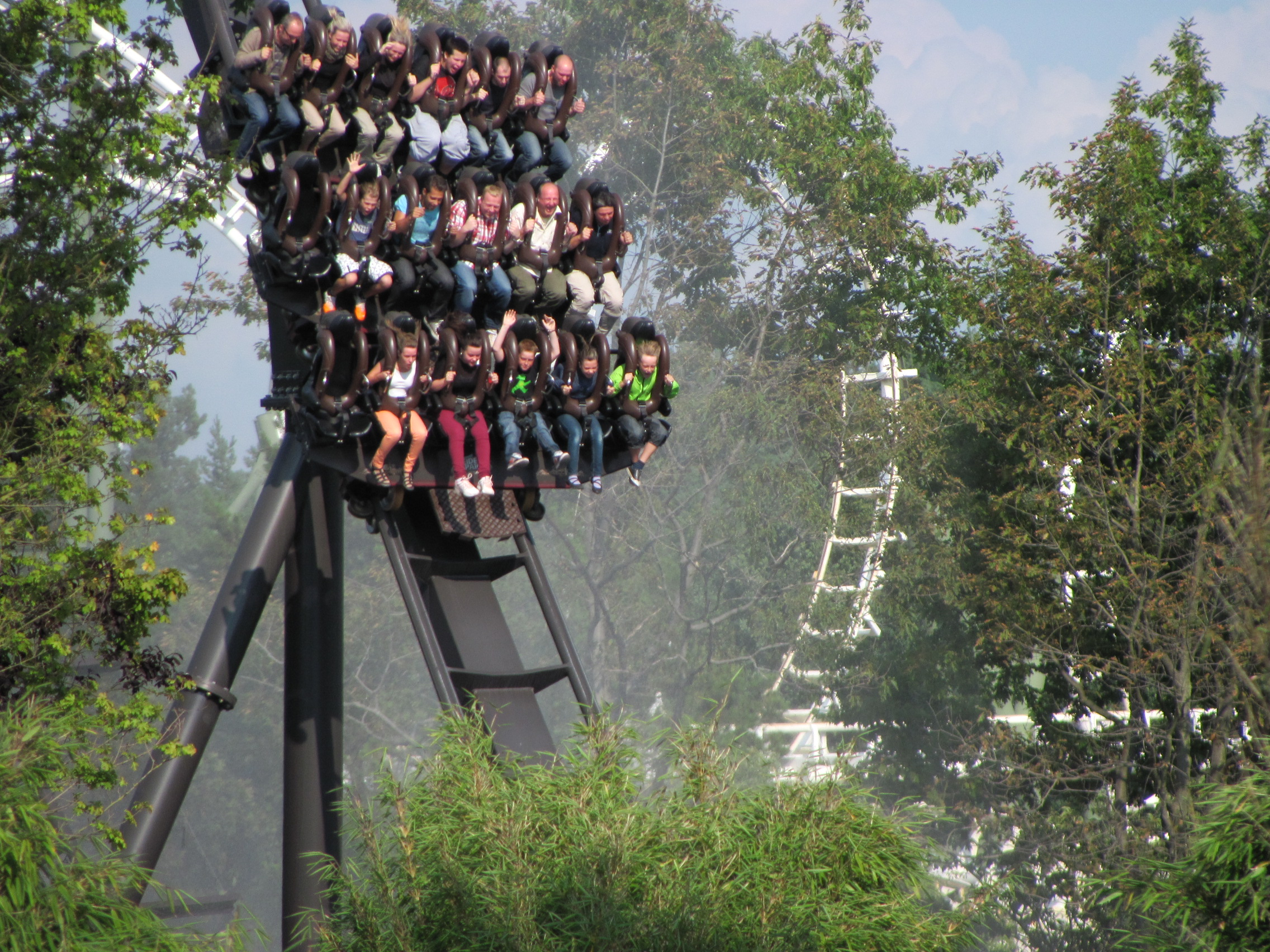
Train aux mêmes caractéristiques que Baron 1898.

D'une durée de 2 minutes et 10 secondes, le trajet commence par une scène dans la salle des machines de l'ascenseur. Les dames blanches annoncent aux mineurs qu'elles ont saboté leur descente. Elles disparaissent et la machine se met en branle. Le train grimpe tout en haut de la structure grâce à une montée à chaîne. Après un bref arrêt juste avant la descente (les passagers du premier rang étant suspendus dans le vide), le train chute de 37,5 mètres presque à la verticale (l'angle de la chute fait 86°). En bas de la descente, dans un tunnel brumeux de quarante mètres de longueur et dix mètres de profondeur, le train atteint sa vitesse maximale de 90 kilomètres par heure. La remontée se fait dans un Immelmann, première inversion du circuit. La seconde inversion, un Zero-G roll, vient juste après, suivie par une hélice montante. Après une dernière bosse et un virage serré, le train arrive sur les freins de fin de parcours et rentre en gare.
Le circuit a une longueur totale de 501 mètres. Les trois trains sont composés de trois wagons. Les passagers sont placés à six de front sur un seul rang pour un total de 18 passagers par train.
L'attraction est dotée d'un système de photo on ride.